# Oktoberrevolutionen
Oktoberrevolutionen (ryska: Октябрьская революция; translitteration: Oktjabrskaja revoljutsija; officiell sovjetisk benämning i översättning: "Den stora socialistiska oktoberrevolutionen") är den del av ryska revolutionen som utbröt 7 november 1917 (n.s.) i Petrograd och 12 november i Moskva. Revolutionen pågick cirka tio dagar och bestod i att de bolsjevikkontrollerade arbetare- och soldatsovjeterna avsatte den provisoriska regeringen vars siste regeringschef var Kerenskij och som hade skapats i och med februarirevolutionen. Efter ett flera år långt inbördeskrig resulterade oktoberrevolutionen i att Sovjetunionen ersatte den ryska staten 1922. I tsarernas Ryssland användes fortfarande den julianska kalendern, medan huvuddelen av världen i övrigt hade övergått till den gregorianska kalendern (som infördes i Ryssland året därpå). Den 7 november var alltså den 25 oktober enligt den julianska kalendern.

## Bakgrund
Efter tsarens abdikation den 15 mars (g.s.) 1917 i samband med februarirevolutionen tillträdde en provisorisk regering bestående av före detta dumaledamöter under den liberale furst Lvov tagit makten. Snart uppstod en maktkamp mellan den provisoriska regeringen, som dominerades av liberaler och socialister, och Petrograds sovjet, som dominerades av olika vänster- och socialistiska partier (Bolsjevikerna var vid denna tid, våren 1917, mycket fåtaliga och svaga i Petrograd). Sovjeten hade tillskansat sig stor makt, bland annat inom militären, och utfärdade beslut som underminerade regeringens. 
Lenin befann sig i landsflykt i Schweiz när han fick veta att tsaren blivit avsatt och att en ny provisorisk regering bildats. Han bestämde sig snart för att ta sig tillbaka hem till Ryssland. Tysklands politiska ledning hjälpte honom i april i största hemlighet med att ordna en tågresa (genom Tyskland och Sverige) eftersom de hoppades att hans närvaro i Ryssland skulle öka den politiska instabiliteten i landet, försvaga den nya ryska regeringens ställning och dess styrka som krigförande part i första världskriget. Berlin hoppades att Lenin ifall han kom till makten skulle dra Ryssland ut ur kriget (vilket han utlovat, och också gjorde). Lenin accepterade samarbetet, vilket också innefattade ett rikt ekonomiskt stöd till hans parti för att till exempel trycka tidningar och agitera, men insåg förstås att förbindelsen med Tyskland måste hållas strängt hemlig: de båda länderna var i krig, och om det kom ut att Berlin hade hjälpt honom hem och gett honom miljoner riksmark i stöd skulle han kunna uppfattas som en landsförrädare.
I juli ersattes Lvov av socialistrevolutionären Aleksandr Kerenskij som regeringschef i den provisoriska regeringen. Vid samma tid flydde Lenin till Finland på grund av att polisen hade gjort vissa framsteg i att spåra det tyska stödet. samtidigt som opinionen var fientlig till bolsjevikerna; han hävdade utåt att han var oskyldig och utsatt för en komplott men kunde inte ta risken av en rättegång om misstänkt agentverksamhet för främmande makt. Under hösten 1917 hade landet glidit in i ett allt mer kaotiskt tillstånd. Rysslands enorma förluster på slagfälten, svält och bitterhet mot överklassen hade stärkt bolsjevikernas inflytande över arbetarråden. Under hösten fick bolsjevikerna den egentliga makten i huvudstaden Petrograds sovjet efter att ha krävt "all makt åt sovjeterna".
De ryska förlusterna och nederlagen i det pågående första världskriget, med armé och folk allt mer desillusionerade i fråga om kriget (vilket bland annat tog sig uttryck i massdeserteringar och mord på officerare) satte press på regeringen. Den provisoriska regeringen under Kerenskij valde att fortsätta kriget, mycket på grund av påtryckningar från Storbritannien och Frankrike. Ett misslyckat kuppförsök av de revolutionära i juli ledde till att flera bolsjeviker fängslades eller drevs i landsflykt. Efter att den provisoriska regeringen behövt bolsjevikernas hjälp för att avstyra en högerkupp av general Kornilov i Petrograd ökade dessas inflytande; då Kornilovs trupper närmade sig Petrograd släpptes de fängslade bolsjevikerna fria och beväpnades och bolsjevikerna kunde utnyttja regeringens oförmåga för att vinna en opinionsseger. Lenin återvände i hemlighet till Petrograd i början eller mitten av oktober och höll sig gömd men hade vissa kontakter med de andra ledande bolsjevikerna i staden; han var en av de drivande i planeringen inför revolutionen.

## Revolutionen

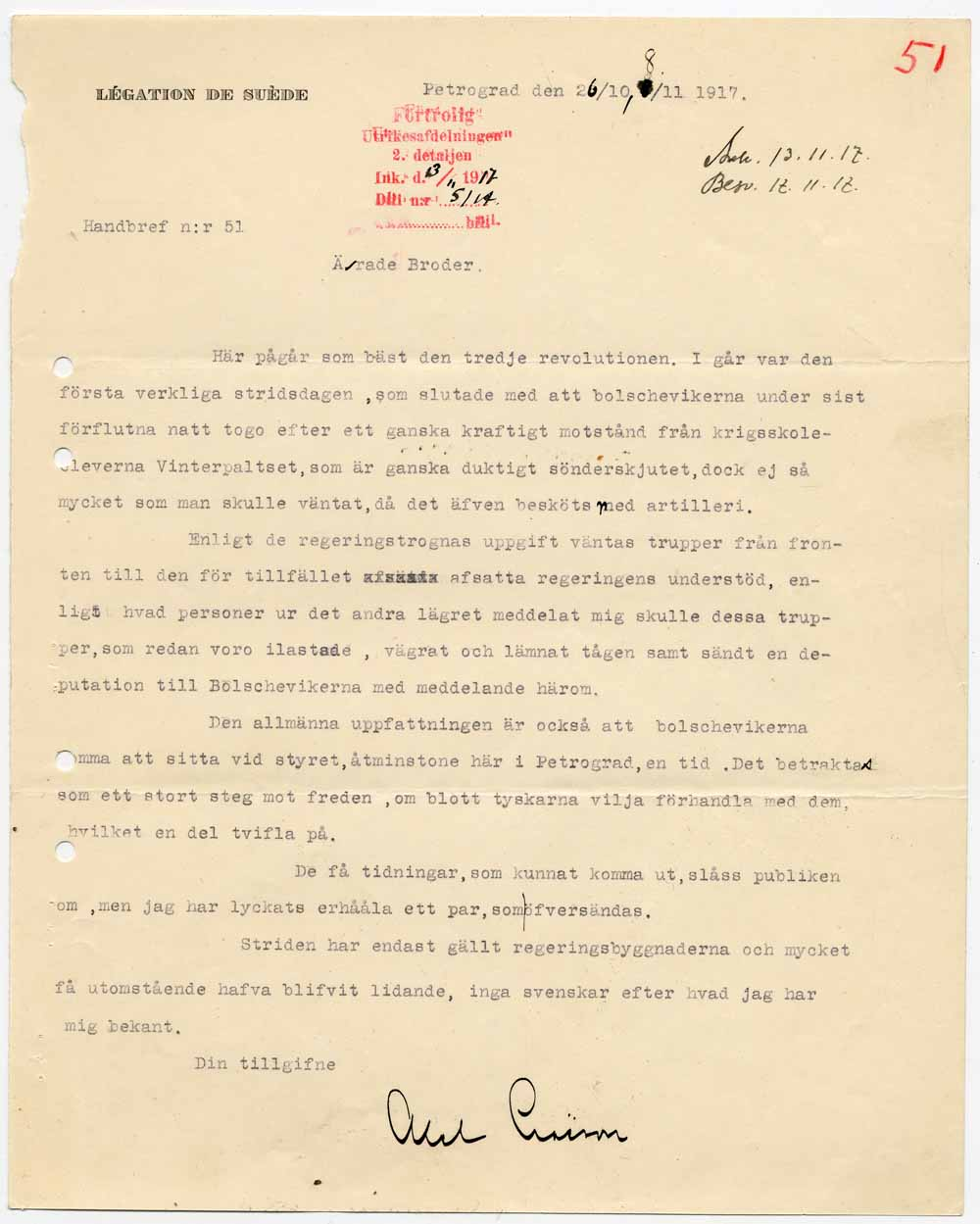
Rapport från den svenska militärattachén Axel Claëson om det bolsjevikiska maktövertagandet i Petrograd 7-8 oktober.

Oktoberrevolutionen har av vissa, huvudsakligen antikommunistiska, källor kommit att presenteras som en statskupp. Det hänvisas ofta till att bolsjevikerna fick minoritet i valet till sovjeterna inför sammanträdet av arbetar- och soldatdeputerades första kongress (delegaterna omfattade 283 socialistrevolutionärer, 248 mensjeviker, 105 bolsjeviker och 73 partilösa). Dock ägde denna kongress rum i juni 1917, innan den tsartrogne generalen Kornilovs misslyckade kuppförsök i augusti. 
Kuppförsöket vände opinionen i Ryssland märkbart. I slutet av oktober sammanträdde återigen arbetar-, soldat- och bondesovjeternas nationella kongress, och dess politiska sammansättning var nu en annan än fyra månader tidigare; av 650 delegater kontrollerade högermensjevikerna och socialistrevolutionärerna tillsammans mindre än 100. Bolsjevikerna hade, å sin sida, absolut majoritet med omkring 390 delegater, till vilka vänstermensjevikerna och vänstersocialistrevolutionärerna anslöt sig. De resterande delegaterna lämnade kongressen och gick över till den kontrarevolutionära sidan. 
Den bolsjevikiska resningen inleddes av Jaan Anvelt i Tallinn den 5 november. Revolutionen pågick i cirka tio dagar. Bolsjevikerna placerade ut beväpnade vakter på järnvägs- och telegrafstationer. Den provisoriska regeringen i Petrograd störtades natten till den 7 november. Trotskij planerade och ledde det röda gardet på plats i Petrograd när de tog över viktiga regeringsbyggnader. På kvällen klockan 21:45 den 6 november inleddes anfallet mot Vinterpalatset där regeringen hade sitt säte, vilket signalerades med ett löst skott från kryssaren Aurora. Vinterpalatset skyddades initialt av kosacker, en kvinnobataljon samt kadettkåren, men dessa avvek så småningom. Det stormades och nästan utan blodspillan intogs det omkring klockan 2 på natten den 7 november; utan att möta större motstånd kunde de av den provisoriska regeringen som inte flytt tas till fånga (Kerenskij flydde till USA). Det är detta som i snävare mening kallas för oktoberrevolutionen. Bolsjevikerna kunde efter bara några timmar upprätta regering.